# آلبانی‌شناسی
آلبانی‌شناسی همچنین به عنوان مطالعات آلبانیایی شناخته می شود، شاخه ای میان رشته ای از علوم انسانی است که به زبان، لباس، ادبیات، هنر، فرهنگ و تاریخ آلبانیایی ها می پردازد. در این مطالعات از روش های علمی ادبیات، زبان شناسی، باستان شناسی، تاریخ و فرهنگ استفاده می شود. با این حال زبان آلبانیایی نقطه اصلی تحقیق در این مطالعات است.

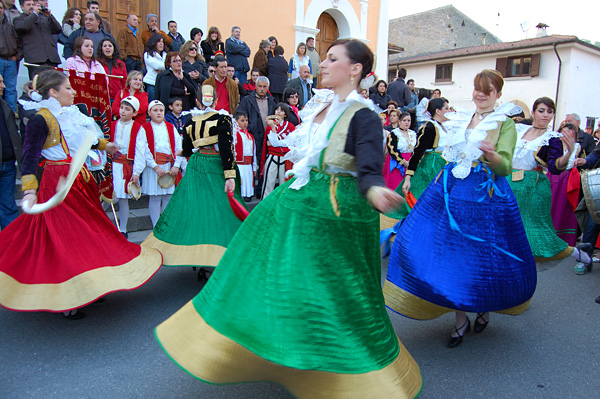
رقص محلی آلبانیایی از چیویتا, کالابریا, ایتالیا

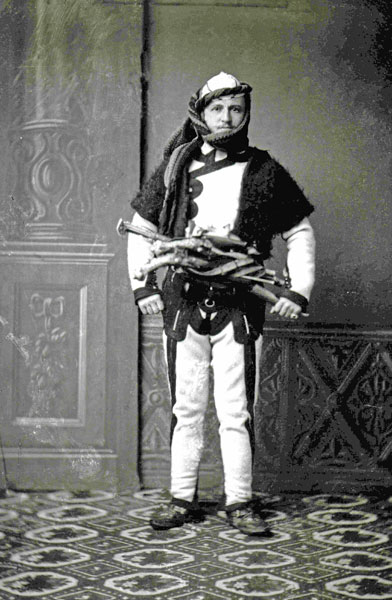
تئودور ایپن اتریشی در اشکودر با لباس سنتی (1900).

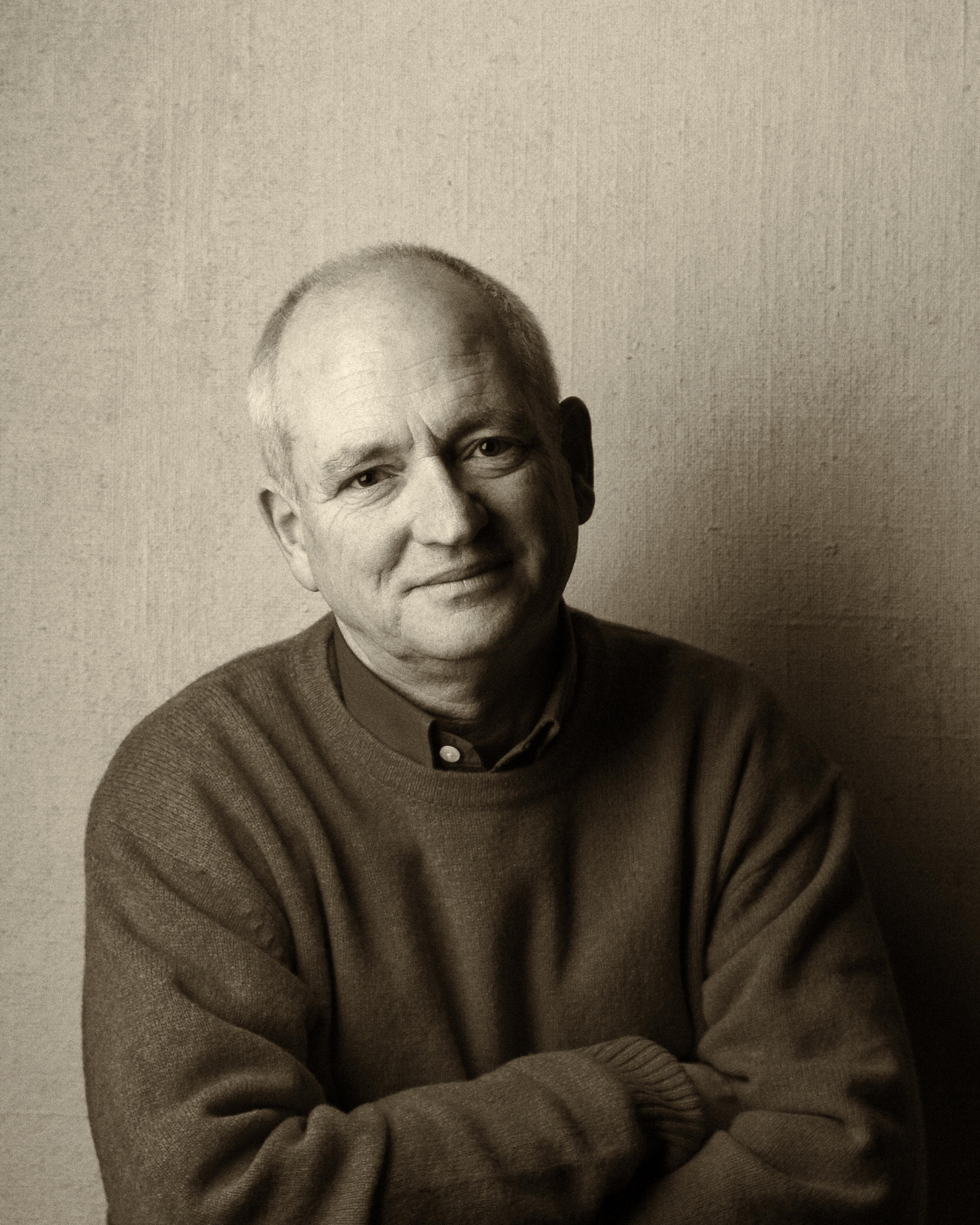
رابرت السی در اوایل قرن بیست و یکم، برجسته ترین محقق مطالعات آلبانیایی بود.

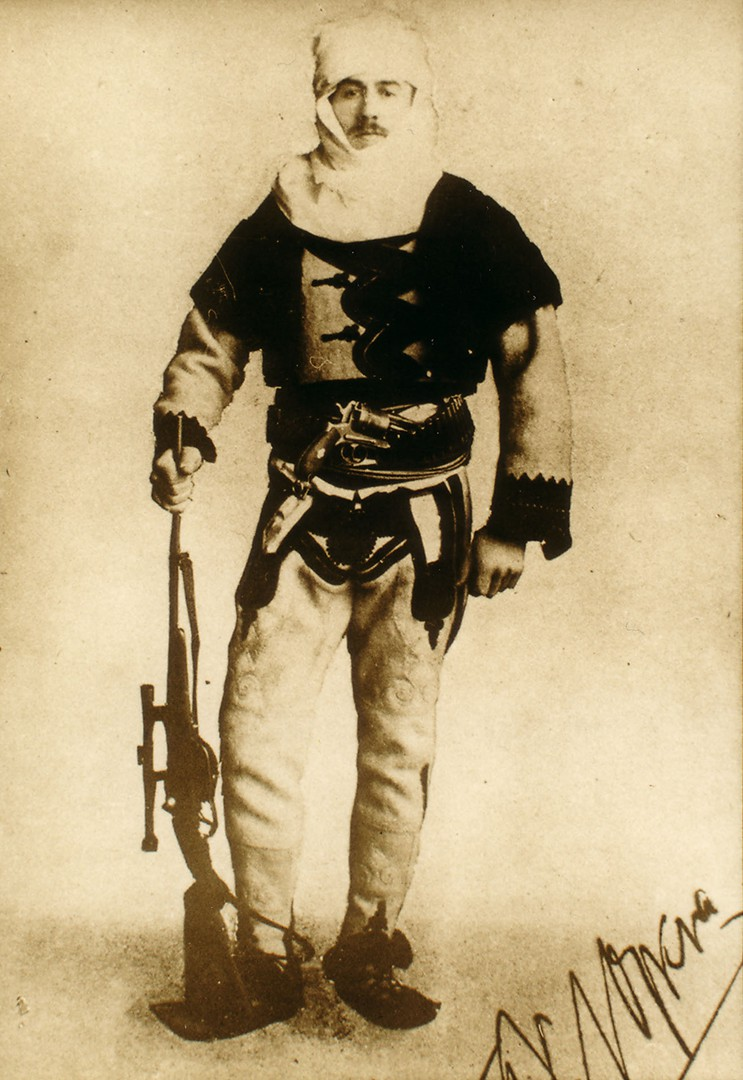
مجارستانی دیرینه شناس معروف Baron Nopcsa von Felső-Szilvás با لباس آلبانیایی.

## منبع
- مشارکت‌کنندگان ویکی‌پدیا. «Albanology». در دانشنامهٔ ویکی‌پدیای انگلیسی، بازبینی‌شده در ۲۰۲۴-۰۸-۲۸.